# Тверской хоспис "Анастасия"
Тверской хоспис «Анастасия» — медицинская автономная некоммерческая организация осуществляет деятельность на территории Тверской области с 2014 года. Задача благотворительной организации — бесплатное оказание медицинской и психологической помощи тяжелобольным пациентам, находящимся в терминальной стадии онкологических заболеваний, и их родственникам.

## История
МАНО "Тверской хоспис «Анастасия» зарегистрирована в июле 2014 года. Инициатором создания организации был протоиерей Александр Шабанов.
В команде хосписа «Анастасия» врачи паллиативной помощи, медсестры, психотерапевт, соцработник, священник. Организация работает в формате выездной патронажной службы по принципу «стационар на дому». Это включает в себя посещение пациента и наблюдение за ним; назначение симптоматического лечения; обучение родственников пациента приемам ухода за больным; психологическая и духовная поддержка.
В марте 2019 года МАНО "Тверской хоспис «Анастасия» и государственное бюджетное учреждение здравоохранения Тверской области «Тверская станция скорой медицинской помощи» заключили договор о совместной деятельности.

## Лицензии
- Лицензия № ЛО — 69 — 01 — 001654 от 9 июня 2015 г. на осуществление медицинской деятельности по психотерапии
- Лицензия № ЛО — 69-01-002030 от 10.05.2017 г. на осуществление медицинской деятельности

## Деятельность

### Медицинская
За время деятельности Тверской хоспис «Анастасия» оказал помощь более 1000 пациентам и членам их семей. Постоянно осуществляются консультации (врачебные, медсестренские, онко-психолога, священника) и выезды. На безвозмездной основе нуждающимся предоставляются медикаменты, перевязочные средства и средства ухода, противопролежневые матрасы, кровати.
Телефоны организации дают возможность связаться с сотрудниками круглосуточно.
Пациенты хосписа, а также сотрудники организации стали героями публикаций в медиа «Такие дела» фонда «Нужна помощь».

### Образовательная
Тверской хоспис «Анастасия» ведет активную образовательную деятельность. Прежде всего — в среде медицинских и социальных работников. По приглашению организации Тверской регион посетили многие ведущие специалисты паллиативного направления: Александр Гнездилов, Анна Федермессер, Фредерика де Грааф, Ольга Выговская, Ольга Осетрова, Елена Введенская и другие.
МАНО "Тверской хоспис «Анастасия» является инициатором многих профильных событий. В 2019 году в Твери состоялась Межрегиональная научно-практическая конференция «Актуальные вопросы оказания паллиативной помощи», организованная в сотрудничестве с Общественной палатой Тверской области при поддержке Правительства Тверской области, Министерства здравоохранения Тверской области и Министерства социальной защиты населения Тверской области.
В рамках проекта «Мастерская заботы» Тверскую область посетила врач-методист Центра паллиативной помощи (Москва), специалист по уходу за тяжелыми больными, ведущий эксперт Ассоциации профессиональных участников хосписной помощи Выговская О. Н. Проведены мастер-классы и обучающие семинары в паллиативных отделениях районных больниц.

На средства субсидии из областного бюджета Тверской области МАНО "Тверской хоспис «Анастасия» реализована целевая социальная программа «Повышение качества паллиативной помощи для пациентов с неизлечимыми онкологическими заболеваниями и членов их семей». В рамках проекта проведены 26 выездных образовательно-просветительских семинара в паллиативных отделениях Тверской области и в ЦРБ.
В рамках проекта создана интерактивная карта — сайт с целью информирования населения о существующих возможностях и маршрутизации оказания паллиативной помощи в Тверской области. Интерактивная карта — это визуальная информационная система в сети интернет, включающая в себя справочную информацию об организациях, где осуществляется паллиативная помощь онкологическим больным, а также о дополнительных возможностях получения помощи по уходу за пациентом.

### Информационно-просветительская
Изготовлены буклеты о деятельности выездной службы "Тверского хосписа «Анастасия», памятки для пациентов, переиздана брошюра для тех, кто заботится о тяжелобольных. Полезная информация размещается на обновленном сайте.
МАНО "Тверской хоспис «Анастасия» проводит благотворительные концерты, ярмарки.

## Общественное признание
- В 2016 г. Тверской хоспис «Анастасия» награжден медалью Уполномоченного по правам человека в Российской Федерации «Спешите делать добро».[28]
- В феврале 2019 года Тверской хоспис «Анастасия» стал победителем Всероссийской премии HeadLiner года в номинации «Общественная деятельность и социальные проекты».[29]
- В декабре 2019 года организация стала номинантом Национальной премии «Гражданская инициатива».[30]
- Также хоспис стал лауреатом в номинации «Лучший проект социального предпринимательства в сфере социального обслуживания» Всероссийского конкурса «Лучший социальный проект года».[31][32]
- В декабре 2020 года с проектом производства социального ролика о паллиативной помощи директор хосписа протоиерей Александр Шабанов победил в конкурсе «Практики личной филантропии и альтруизма» Благотворительного фонда Владимира Потанина.[33][34]

## Поддержка деятельности
МАНО "Тверской хоспис «Анастасия» существует на средства грантов (в том числе Фонда президентских грантов) и благотворительные пожертвования. Разностороннее содействие оказывает Фонд помощи хосписам «Вера».